# Regulární gramatika
Regulární gramatika je typ formální gramatiky. Přesněji je to gramatika typu 3 podle Chomského hierarchie, tedy ta nejzákladnější.
Regulární gramatika se formálně zapisuje, jako čtveřice {\displaystyle G=(N,T,P,S)}, kde G značí regulární gramatiku, N je konečná neprázdná množina neterminálů, T je konečná neprázdná množina terminálů, P je konečná neprázdná množina nezkracujících pravidel a S je startovací neterminál z množiny N.
Regulární gramatika se využívá pro generování formálních jazyků, této vlastnosti se využívá především v oboru informatiky, pro teorii jazyků a překladačů, konečný automat založený na RG se využívá například v lexikální analýze překladače.
Gramatika typu 3 obsahuje pravidla tvaru {\displaystyle X\rightarrow wY} a {\displaystyle X\rightarrow w}, kde X,Y jsou neterminály a {\displaystyle w} je řetězcem terminálů. Gramatika také může obsahovat pravidlo {\displaystyle S\rightarrow \epsilon } v případě, že se {\displaystyle S} nevyskytuje na pravé straně žádného pravidla.[zdroj⁠?!] Rozšíření regulární gramatiky o řetězce vytvořené z terminálů na levé straně a neterminálů na pravé, se nazývá pravá regulární gramatika.
Obdobně se definují i levé regulární gramatiky, které obsahují pravidla tvaru {\displaystyle X\rightarrow Yw} a {\displaystyle X\rightarrow w}, kde X,Y jsou neterminály a w je řetězcem terminálů. Lze dokázat, že pravé a levé lineární gramatiky jsou ekvivalentní, například právě pomocí derivačních stromů.
Gramatika je ve standardní Chomského formě CNF (regulární formě), jestliže obsahuje pouze pravidla tvaru {\displaystyle A\rightarrow BC} a {\displaystyle B\rightarrow a}, kde A,B a C jsou neterminály, a je právě jeden terminál.
Jazyky generované regulárními gramatikami, jsou nazývány regulární jazyky a jsou to takové jazyky, které přijímá konečným automatem.
To zda je gramatika opravdu regulární, nebo spíše, že není, se dá dokázat pomocí důkazu sporem za použití Pumping Lemma.